# Croatia (Fermo)
Croatia je bio hrvatski emigrantski list.
Izlazila je u izbjegličkom logoru u Fermu u Italiji od 1946. do 1947. godine. Od 1. broja 1946. do 2. broja 1947., urednik je bio Dubravko Ratković, a izdavač Odbor hrvatskih emigranata (Hrvati emigranti u Italiji). Uz ime ovog lista je vezano ime vlč. Viktora Vincensa.